# 范氏白甲魚
范氏白甲魚（学名：Onychostoma fangi）為輻鰭魚綱鯉形目鲤科白甲魚屬的其中一種。分布於亞洲越南及中國淡水流域，體長可達29.5公分，棲息在河川底中層水域，生活習性不明。

## 扩展阅读
維基物種上的相關：范氏白甲魚